# Tanaostigmodes tenuisulcus
Tanaostigmodes tenuisulcus är en stekelart som beskrevs av Lasalle 1987. Tanaostigmodes tenuisulcus ingår i släktet Tanaostigmodes och familjen Tanaostigmatidae.
Artens utbredningsområde är Bahamas. Inga underarter finns listade i Catalogue of Life.